# Robin Vissenaekens
Robin Vissenaekens (13 april 1976) is een Vlaams presentator. Hij was van 2019 tot 2024 programmadirecteur bij de Vlaamse radiostations Qmusic en Joe voor DPG Media. Sinds eind juli 2024 is hij programmadirecteur bij Play Nostalgie en Nostalgie Plus.

## Radio en televisie
Vissenaekens werkte tijdens zijn studies mee aan een aantal lokale en commerciële radiozenders en liet zich opmerken in het Sportcafé van ATV. Hij studeerde in 1999 af als Meester in de Audiovisuele Regie, optie Radio aan het RITS.
Vissenaekens was bij de VMMa actief bij Topradio en werkte mee aan meerdere VTM-programma's als Hart van Vlaanderen, Exclusief Zomer en Het Zomeruur. Tevens werkte hij als vliegende reporter voor Story.
Na een overstap naar de VRT werkte hij mee aan 1000 zonnen en garnalen en als reporter voor Vlaanderen Vakantieland en Radio Donna. Op 5 januari 2009 werd hij een van de producers van de radiozender MNM. Vanaf mei 2009 was hij netcoördinator bij de hitzender.
Tot op heden is Vissenaekens nog steeds actief bij ATV, waar hij meerdere programma's zoals Sportcafé en Welkom in... presenteerde. Hij presenteerde het goodfeelingprogramma Bedankt, graag gedaan! waarbij Antwerpenaren op een originele manier in de bloemetjes gezet werden. De Stad Antwerpen was de hoofdsponsor. Sinds april 2010 nam hij tevens de presentatie van Dag TV voor zijn rekening en sedert september 2013 presenteert hij het quizprogramma Wa Was Da?! waarbij hij langs 20 gemeenten trekt om op zoek te gaan naar een geschikte quizkandidaat om 20 jaar ATV mee te vieren.
In 2011 ruilde Vissenaekens de VRT weer in voor VTM, waar hij eindredacteur werd van Royalty. Daarnaast kroop hij vanaf 11 augustus 2012 terug achter de microfoon, ditmaal bij JOE fm. In de zomer van 2016 nam hij afscheid van beide functies om zendermanager van JOE te worden. In maart 2019 werd hij bij Medialaan - De Persgroep Publishing programmadirecteur van de radiozenders, zijnde Qmusic en JOE. Vanaf eind 2022 was hij een van de stemmen die te horen is in de podcast Mediawatchers van DPG Media samen met Desna Lespinoy en Mark Coenegracht.
Vanaf eind juli 2024 is hij programmadirecteur bij Play Nostalgie en Nostalgie Plus.
In 2012 zong Robin samen met zanger Steve Tielens het nummer Ben Je Vergeten in. De single werd als promo uitgebracht en werd uiteindelijk als bonustrack aan het album Feesten Is Mijn Leven van Steve Tielens toegevoegd.

## Privé
Sinds 2008 is hij samen met songwriter en muziekproducer Jens Geerts. Op 28 september 2015 verloofden de twee zich en op 20 augustus 2016 trouwden ze in Stabroek. Ze waren het allereerste koppel in de Benelux waarvan het huwelijk live te volgen was op Facebook. Meer dan 15 000 kijkers zagen live via social media hoe Geerts en Vissenaekens elkaar het ja-woord gaven.
Huidig (anno 2025):
Jan Bosman · Anke Buckinx · Alain Claes · Rani De Coninck · Evi Geysels · Tess Goossens · Kris Mannaerts · Sven Ornelis · Alexandra Potvin · Carl Schmitz · Stijn Smets · Kenneth Stevens · Raf Van Brussel · Ann Van Elsen · Brecht Vanmeirhaeghe · Heidi Van Tielen · Kris Wauters
Voormalig:
Luk Alloo (2016–2017) · Born Crain (2017–2020) · Herbert Bruynseels (2009–2017) · Jelle Cleymans (2011, 2022) · Chloé De Bie (2021–2024) · Nathalie Delporte (2014–2019) · Leen Demaré (2009–2019) · Leen Dendievel (2023) · Bart-Jan Depraetere (2020–2025) · Yves De Wolf (2021–2023) · Truus Druyts (2009–2017) · Els De Craecker (2009–2017) · Sophie Dewaele (2009–2010) · Michel Follet (2009–2016) · Bert Geenen (2009–2011) · Evy Gruyaert (2023) · Evi Hanssen (2017–2021) · Johan Henneman (2009) · Joris Hessels (2021) · Anne Paulissen (2018–2023) · Kathy Pauwels (2009–2010) · Laurens Pays (2013–2016) · Sofie Santermans (2011–2020) · Tony Talboom (2012–2016) · Jo Van Belle (2013–2016) · Dieter Vandepitte (2022–2023) · Lenke Van Olmen (2012–2025) · Dominique Van Malder (2021) · Elke Van Mello (2011–2021) · Bjorn Verhoeven (2012–2018) · Peter Verhoeven (2018–2019) · Robin Vissenaekens (2012–2016)
Laatste (per 2 januari 2009):
Joyce Beullens · Tom De Cock · Sebastian Decrop · Evy Gruyaert · Johan Henneman · Mark Heyninck · Anneleen Liégeois · Kris Luyten · Caren Meynen · Dave Peters · Marc Pinte · Thibaut Renard · Ann Reymen · Ben Roelants · Benjamien Schollaert · Elias Smekens · Stijn Smets · Lotte Stevens · Ann Van Elsen · Brecht Vanmeirhaeghe · Sofie Van Moll · David Van Ooteghem
Geschiedenis (1992–2009):
Jan Bosman · Ben Crabbé · Dominique Crommen · Erwin Deckers · Steve De Coninck-De Boeck · Kevin De Geest · Leen Demaré · Bart De Prez · Margot Derycke · Marc Deschuyter · Els Ermens · Michel Follet · Anne Gies · Jeroen Gorus · Walter Grootaers · Kristof Hayen · Geert Hoste · Mark Lefever · Kristien Maes · Kris Mannaerts · Luc Mertens · Johan Notenbaert · Sven Ornelis · Jaak Pijpen · Alexandra Potvin · Katja Retsin · Fien Sabbe · Bart Saerens · Mieke Scheldeman · Cara Van der Auwera · Iris Van Impe · Birgit Van Mol · Rob Vanoudenhoven · Evert Venema · Sofie Verbruggen · Ronald Verhaegen · Peter Verhulst · Jean Vijdt · Robin Vissenaekens · Albrecht Wauters · Niels William · Yasmine